# حشره‌خوار صخره‌ای کوچک
 حشره‌خوار صخره‌ای کوچک (نام علمی: Crocidura serezkyensis) نام یک گونه از سرده حشره‌خوارهای دندان‌سفید است.